# Endoxyla secta
Endoxyla secta is een vlinder uit de familie van de Houtboorders (Cossidae). Deze soort is voor het eerst wetenschappelijk beschreven als Eudoxyla (Zeuzera) secta door Thomas Pennington Lucas in een publicatie uit 1898.
De spanwijdte bij het vrouwtje bedraag 52 tot 62 millimeter.
De soort komt voor in Australië.